# Glyptomorpha egyptiaca
Glyptomorpha egyptiaca is een insect dat behoort tot de orde vliesvleugeligen (Hymenoptera) en de familie van de schildwespen (Braconidae). De wetenschappelijke naam van de soort werd voor het eerst geldig gepubliceerd door Sarhan & Quicke in 1989.